# Achenheim
Achenheim ist eine französische Gemeinde mit 2504 Einwohnern (Stand 1. Januar 2021) in der europäischen Gebietskörperschaft Elsass (Präfektur Bas-Rhin). Die Gemeinde liegt in der Region Grand Est.

## Geografie

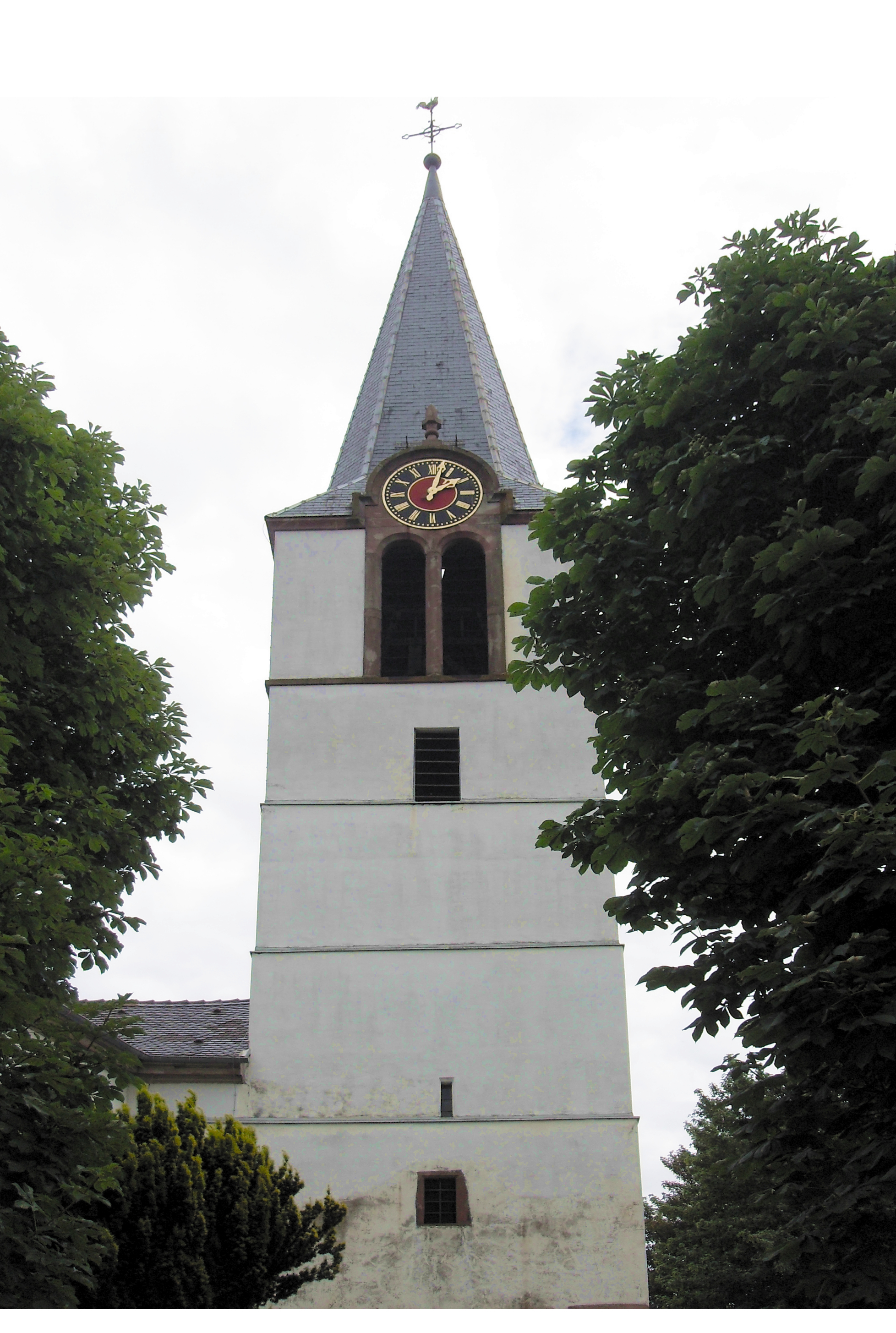
Turm der Kirche St. Georg

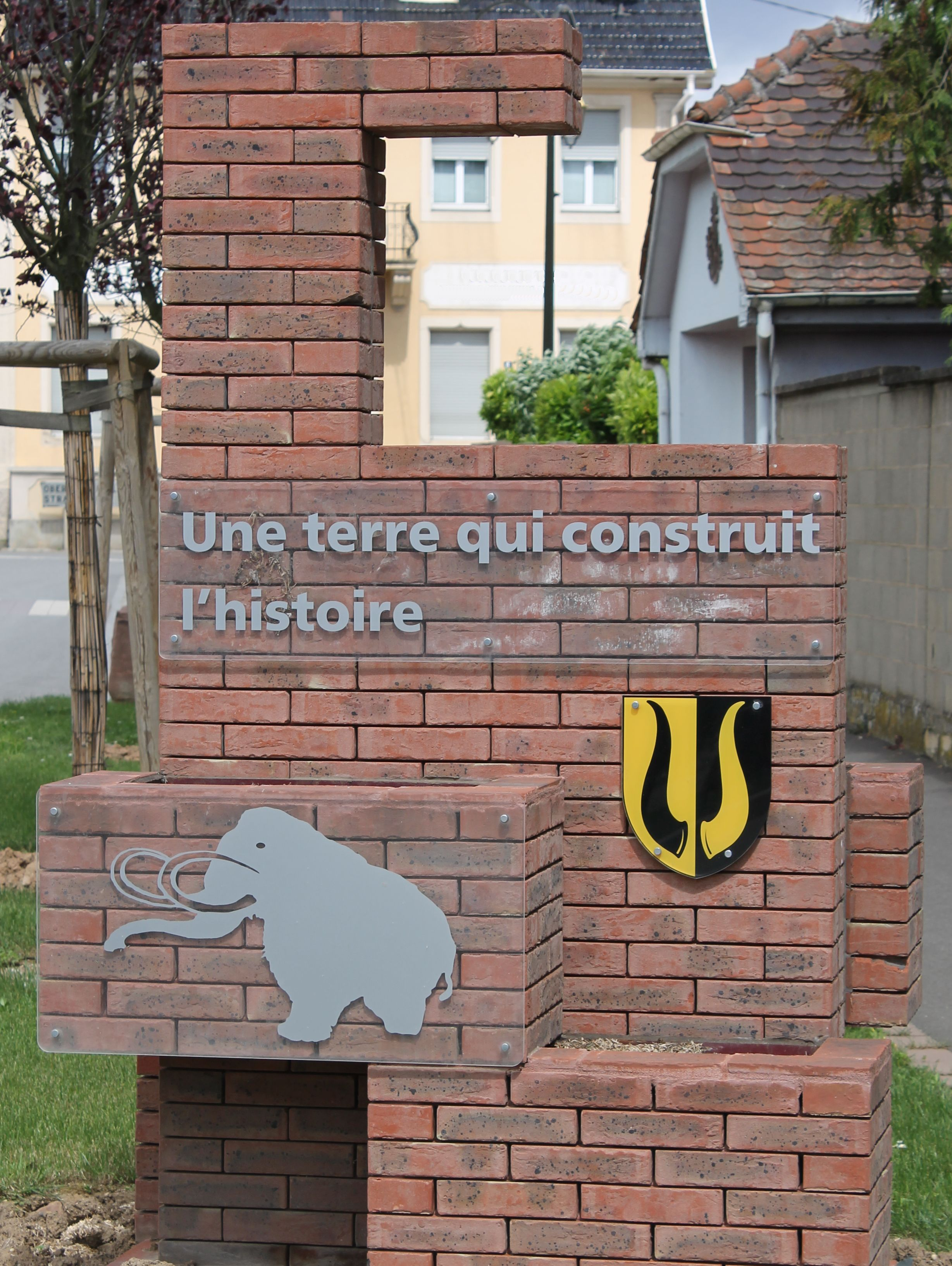
Das Motto von Achenheim, Une terre qui construit l'histoire, bezieht sich auf die Wernert'sche erdhistorische Schichtenzuordnung.

Die Gemeinde liegt an der D 45 zwischen Breuschwickersheim und Oberschaeffolsheim und an der D 222 zwischen Ittenheim und Holtzheim. Im Süden wird der Ort durch den Breuschkanal (franz. Canal de la Bruche) begrenzt. Auf der rechten Seite des Kanals (West-Ost-Richtung) befindet sich der 21 Kilometer lange Radweg (piste cyclable), der Straßburg und Molsheim verbindet.

## Geschichte
Durch archäologische Funde belegt, scheint Achenheim von der Altsteinzeit bis in die römische Epoche hinein ununterbrochen besiedelt gewesen zu sein.
Vermutlich gehörte Achenheim 736 (teilweise) zum Besitz des Klosters Murbach. 884 hatte auch die Abtei Honau Besitz zu Achenheim, 910 das Straßburger Domkapitel. Einen Dinghof zu Achenheim schenkte Bischof Wilhelm I. von Straßburg am Anfang des 11. Jahrhunderts der Abtei Eschau, die ihn noch im 14. Jahrhundert besaß: Weisthum von 1362. Später kam er ans Straßburger Domkapitel. Das Marschalkthum und das Schultheißenamt zu Achenheim waren gleichfalls im Besitz des Klosters Eschau. Es scheint sie als Lehen vergeben zu haben. 1533 wurden sie von Bischof Wilhelm als dem Administrator von Eschau der Familie Rechburger zu Lehen gegeben, nach deren Aussterben 1651 an die von Gail, die sie bis zur Revolution besaßen. Einen anderen Hof nebst Kirche, Patronat und Zehnten zu Achenheim schenkte Bischof Heinrich 1249 der Abtei Hohenforst, die ihn jedoch 1345 und 1390 an das Straßburger Thomaskapitel verkaufte.
Das Dorf selbst war ursprünglich im Besitz des Bistums Straßburg. Doch scheint es schon früh verlehnt worden zu sein. In der Mitte des 14. Jahrhunderts ist es als Bischöflich-Straßburger Lehen im Besitz der Herren von Hohenstein. Diese verzichteten nach wiederholten Verpfändungen (1448 an Claus Bitsch von Straßburg, 1485 an Adolf von Colmar, 1487 an die Wurmser von Schäffolsheim) 1493 auf die eine Hälfte des Dorfes, mit der nun die Wurmser vom Bischof belehnt wurden. 1515 verkauften die von Hohenstein auch die zweite Hälfte, als deren Mitbesitzer 1476 die Georgen von Straßburg genannt werden, an den Bischof, und auch diese Hälfte kam später in den Lehnsbesitz der Wurmser von Schäffolsheim. Da diese zur unterelsässischen Reichsritterschaft gehörten, wurde Achenheim reichsritterschaftlich. 1647 kam es durch Erbschaft an die von Wildenstein, später (1717) an die von Wangen, die es bis zur Revolution besaßen.
Im Dezember 1261 ist Achenheim von den Straßburgern verbrannt worden. 1315 lagerte König Ludwig der Bayer bei Achenheim. 1389 wurde das Dorf im pfälzischen Krieg verbrannt.
Zwei Ministerialengeschlechter führen ihren Namen von Achenheim: Zum einen ein Straßburger Geschlecht, 1295 zuerst erwähnt, 1450 ausgestorben, zum anderen ein dem Landadel angehöriges Geschlecht, 1256 zuerst erwähnt, 1506 erloschen. Ein Schloss nahe Achenheim soll zeitweilig den schwedischen Löwenhaupt gehört haben, dann den du Terrier. Das Schloss wurde 1890/91 abgebrochen.
Kirchlich gehörte Achenheim zum Landkapitel Molsheim und besaß vor der Reformation ein dem Thomaskapitel inkorporiertes Rektorat, ein Primissariat und eine Kaplanei. Um 1530 hatte Achenheim die Reformation angenommen, im Januar 1618 wurde jedoch das Dorf durch Georg Wurmser von Schäffolsheim wieder katholisch. Zur Pfarrei gehörten die Filialen Hangenbieten und Breuschwickersheim. Das Patronatsrecht besaß das Thomaskapitel.

### Wappen
Wappenbeschreibung: In Gold und Schwarz gespalten und je ein Büffelhorn in verwechselten Farben.

### Namensentwicklung
- 735: Hachinheim
- 884: Hakinheim
- seit 910 (deut., franz.): Achenheim
- mundartlich: Achene

### Bevölkerungsentwicklung
| Jahr      | 1962 | 1968 | 1975 | 1982 | 1990 | 1999 | 2006 | 2017 |
| --------- | ---- | ---- | ---- | ---- | ---- | ---- | ---- | ---- |
| Einwohner | 1131 | 1207 | 1535 | 1717 | 2072 | 2183 | 2224 | 2123 |

## Besonderheiten
Wahrscheinlich fand Ende des 5. Jahrtausend v. Chr. in Achenheim ein Massaker statt.
Die Lössgruben von Achenheim wurden im 20. Jahrhundert von dem Paläontologen Paul Wernert  (1889–1972) erforscht, der anhand dieser Arbeiten die Quartärstratigraphie im Elsass (Geologie und Fauna) dokumentierte. Ihm zu Ehren trägt die örtliche Schule seit 1979 den Namen Collège Paul Wernert.

## Partnerschaften
Achenheim ist verschwistert mit Gamshurst, seit 1973 ein Stadtteil von Achern in Baden-Württemberg. Der Ort liegt knapp 35 Kilometer östlich auf der deutschen Seite des Rheins.